# Marcin Bułka
Marcin Bułka (ur. 4 października 1999 w Płocku) – polski piłkarz występujący na pozycji bramkarza, oraz reprezentant Polski.
Brązowy medalista Premier League, zwycięzca Ligi Europy oraz finalista Pucharu Ligi Angielskiej w barwach Chelsea w sezonie 2018/2019. Mistrz Francji, finalista Ligi Mistrzów, zwycięzca Pucharu Francji, Pucharu Ligi Francuskiej i Superpucharu Francji w barwach PSG w sezonie 2019/2020. Wicemistrz Francji w barwach PSG w sezonie 2020/2021. Finalista Pucharu Francji w barwach OGC Nice w sezonie 2021/2022.

## Kariera klubowa

### Początki
Bułka jest wychowankiem Stegny Wyszogród - klubu z miejscowości, w której zawodnik mieszkał i wychowywał się od urodzenia. Piłkarz przystąpił do juniorów Stegny w wieku 8 lat. Ze względu na wyśmienitą postawę Bułka reprezentował w Stegnie drużyny młodzieżowe rocznikowo przeznaczone dla zawodników o 2 lub 3 lata od niego starszych.
W sezonie 2011/2012 Bułka występował dla juniorów Escoli Varsovia. Rundę jesienną sezonu 2012/2013 zawodnik spędził w MDK Król Maciuś Club Płock, zaś wiosną ponownie grał dla Stegny. Przed sezonem 2013/2014 Bułka wrócił do Escoli i występował w niej do czerwca 2016.
W 2015 bramkarz otrzymał od Udinese i Atalanty Bergamo zaproszenia na testy, z których jednak nie skorzystał. W 2016 Bułka przebywał na testach w Chelsea, trenując z pierwszym zespołem, oraz w FC Barcelonie, uczestnicząc w treningach jej drużyny młodzieżowej. Pomimo że w trakcie testów w hiszpańskim zespole zawodnik zrobił wyśmienite wrażenie na sztabie szkoleniowym, to włodarze klubu początkowo zamiast oferty kontraktu złożyli zawodnikowi jedynie zaproszenie na kolejne testy, co przyczyniło się do tego, że zawodnik ostatecznie zdecydował się na przejście do Chelsea.

### Młodzieżowe drużyny Chelsea

#### Sezon 2016/2017
W sezonie 2016/2017 Bułka był zawodnikiem drużyny Chelsea U-18, zwycieżając ze swoją drużyną w Premier League U-18. Przez znaczną część sezonu zawodnik zmagał się jednak z urazem pachwiny, przez co zdołał on rozegrać w lidze zaledwie 5 spotkań na 29 możliwych (9-krotnie znajdując się zaś na ławce rezerwowych). Bramkarz zdobył również ze swoją drużyną FA Youth Cup, nie występując jednak w żadnym pucharowym spotkaniu.

#### Sezon 2017/2018
W sezonie 2017/2018 Bułka rozpoczął treningi z pierwszym zespołem Chelsea, kontynuując grę dla jej drużyn młodzieżowych. Zawodnik w trakcie sezonu występował dla drużyn U-18, U-19 oraz U-23. W barwach Chelsea U-18 Bułka występował głównie na początku rozgrywek, rozgrywając dla niej 3 ligowe spotkania i ponownie wygrywając z nią Premier League U-18 oraz FA Youth Cup.
Dla drużyny U-19 zawodnik rozegrał 4 spotkania w Lidze Młodzieżowej UEFA, dochodząc z nią do finału rozgrywek (przegranego 0:3 z Barceloną U-19. Z kolei w barwach Chelsea U-23 Bułka rozegrał 10 ligowych spotkań w Premier League 2 oraz 4 mecze w Football League Trophy, dochodząc ze swoją drużyną do półfinału rozgrywek.

### Chelsea F.C.
Przed sezonem 2018/2019 Bułka został włączony do pierwszej drużyny Chelsea, rywalizując o pozycję pierwszego bramkarza z Willym Caballero. Polak w trakcie okresu przygotowawczego prezentował wyśmienitą formę, występując we wszystkich 4 przedsezonowych meczach towarzyskich (z Perth Glory, Interem Mediolan, Arsenalem i Olympique'em Lyon), 3-krotnie rozpoczynając je w podstawowym składzie.

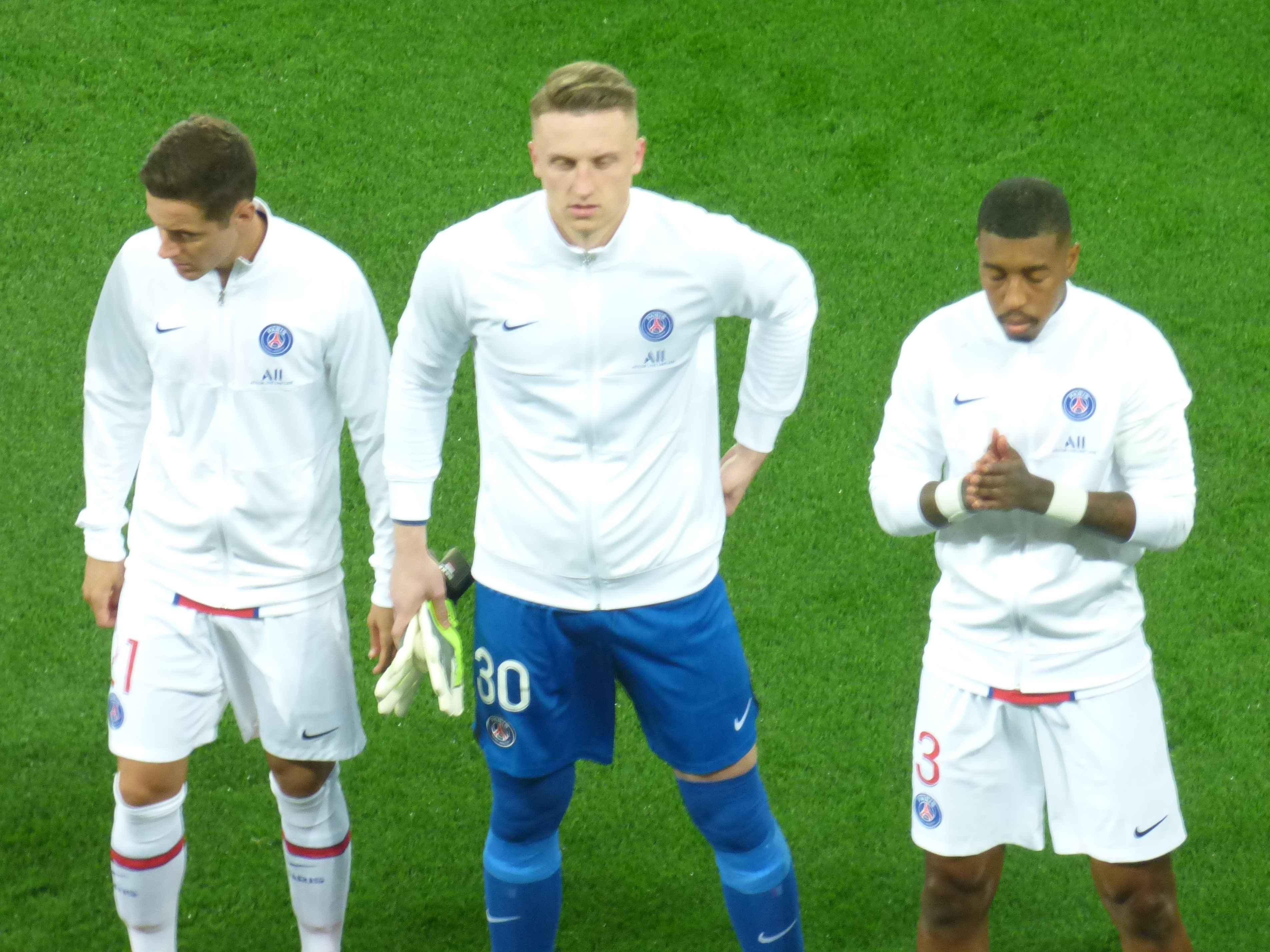
Marcin Bułka (w środku) w barwach PSG przed meczem Ligue 1 z RC Lens (10 września 2020)

Pomimo bardzo dobrej dyspozycji Bułki, Chelsea nie zdecydowała się na postawienie na Polaka i zakupiła Kepę Arrizabalagę - gwiazdę Athleticu Bilbao i 3. bramkarza reprezentacji Hiszpanii. Zarówno rekordowa kwota transferu Hiszpana (80 milionów euro - najwyższa w historii, jaką kiedykolwiek zapłacono za bramkarza), jak i długość jego kontraktu (7 lat) dała do zrozumienia Bułce, że wbrew obietnicom włodarzy nie może on liczyć na otrzymanie szansy w pierwszym zespole Chelsea. Zawodnik postanowił więc odejść z londyńskiego klubu i odmówił przedłużenia wygasającego w czerwcu 2019 kontraktu.
Konsekwencją odmowy podpisania nowej umowy przez Bułkę było odstawienie go przez włodarzy londyńskiego klubu na boczny tor. Polak z przyczyn pozasportowych spadł w hierarchii bramkarzy pierwszej drużyny Chelsea aż na 4. pozycję (za Kepą, Caballero i Jamiem Cummingiem), przez cały sezon znajdując się zaledwie 3-krotnie na jej ławce rezerwowych (raz w meczu o Tarczę Wspólnoty i dwukrotnie w spotkaniach Pucharu Ligi Angielskiej). Zawodnik od listopada 2018 przestał być również wystawiany w meczach Chelsea U-23, dla której zdołał rozegrać tylko 5 ligowych spotkań.
Bułka w sezonie 2018/2019 zajął z Chelsea 3. miejsce w Premier League, wygrał Ligę Europy oraz dotarł do finału Pucharu Ligi Angielskiej (przegranego 3:4 po rzutach karnych z Manchesterem City).

### Paris Saint-Germain

#### Sezon 2019/2020
Przed sezonem 2019/2020 Bułka odszedł z Chelsea do Paris Saint-Germain, podpisując z francuskim klubem 2-letni kontrakt. W okresie przygotowawczym konkurentami Polaka byli Alphonse Areola (wychowanek PSG z ponad 100 występami w jego barwach oraz 3. bramkarz reprezentacji Francji) oraz Kevin Trapp (ówczesny 3. bramkarz reprezentacji Niemiec z ponad 90 występami dla paryskiego klubu). Bułce nie udało się zagrać w żadnym z 4 przedsezonowych meczów towarzyskich (2-krotnie spędzając spotkania na ławce rezerwowych), jednak mimo to rozpoczął on sezon jako drugi bramkarz PSG, zasiadając w meczach trzech pierwszych kolejek Ligue 1 na ławce rezerwowych (kosztem Trappa).

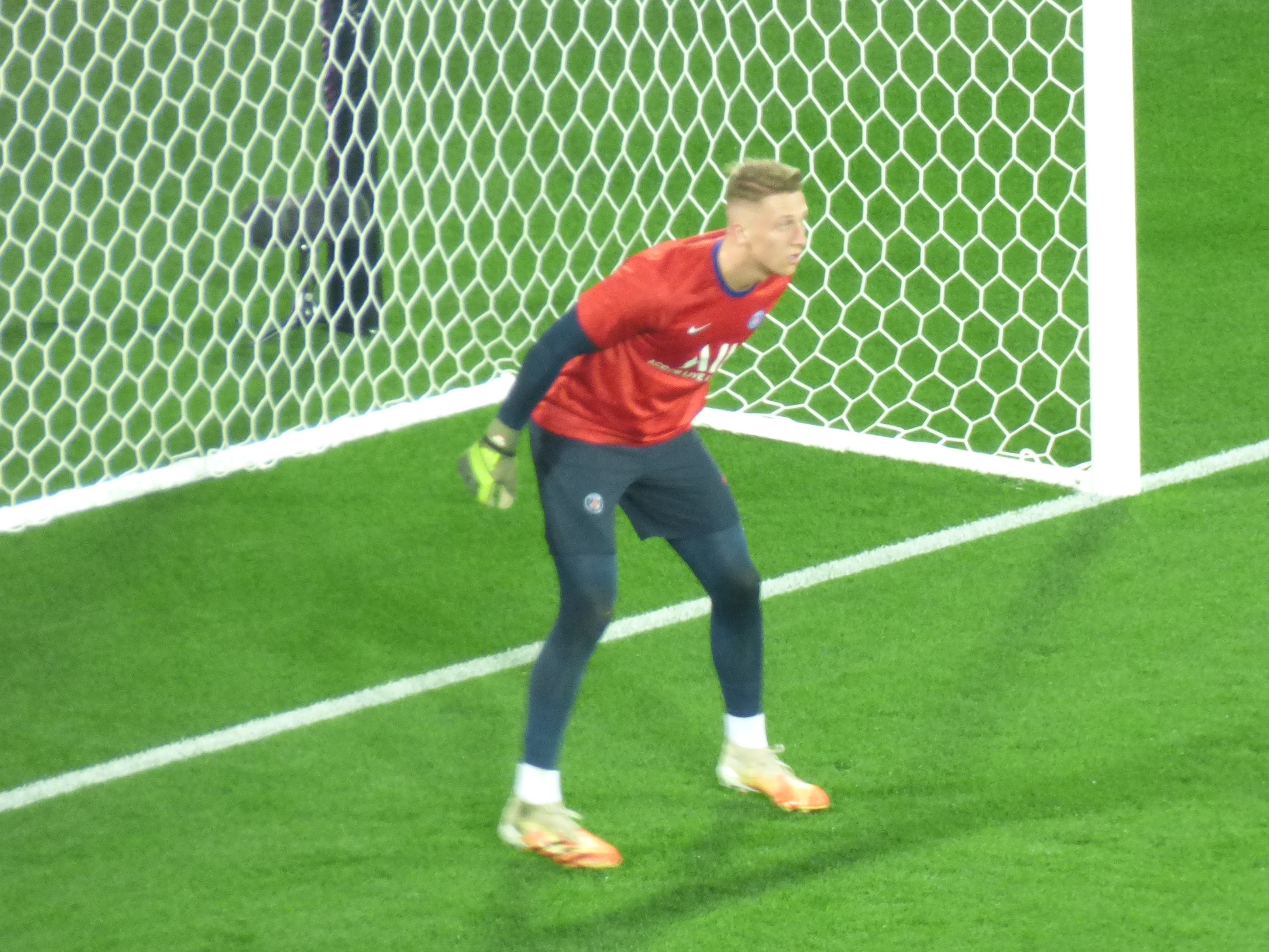
Marcin Bułka w barwach PSG w meczu Ligue 1 z RC Lens (10 września 2020)

Obaj rywale Bułki w trakcie letniego okna transferowego odeszli z zespołu, jednak na ich miejsce ówczesny mistrz Francji ściągnął Keylora Navasa (3-krotnego zwycięzcę Ligi Mistrzów z ponad 160 występami dla Realu Madryt) oraz Sergio Rico (mającego na koncie 170 spotkań dla Sevilli, przez blisko 2 lata powoływanego do reprezentacji Hiszpanii). Przez resztę sezonu Polak pełnił rolę 3. bramkarza PSG, przegrywając konkurencję z bardziej renomowanymi rywalami.
Bułka zadebiutował w PSG 30 sierpnia 2019 w wygranym 2:0 meczu 4. kolejki Ligue 1 z FC Metz. Po tym spotkaniu nie znalazł się już jednak ani razu w kadrze meczowej na spotkania ligowe. Polak w trakcie sezonu znalazł się jednak w kadrze meczowej PSG jeszcze 8-krotnie w innych rozgrywkach, spędzając na ławce rezerwowych ćwierćfinał, półfinał oraz finał Ligi Mistrzów, 3 mecze Pucharu Francji oraz 2 mecze Pucharu Ligi Francuskiej.

Bułka w sezonie 2019/2020 został z PSG mistrzem Francji i finalistą Ligi Mistrzów oraz zdobył ze swoim klubem Puchar Francji, Puchar Ligi Francuskiej i Superpuchar Francji. 

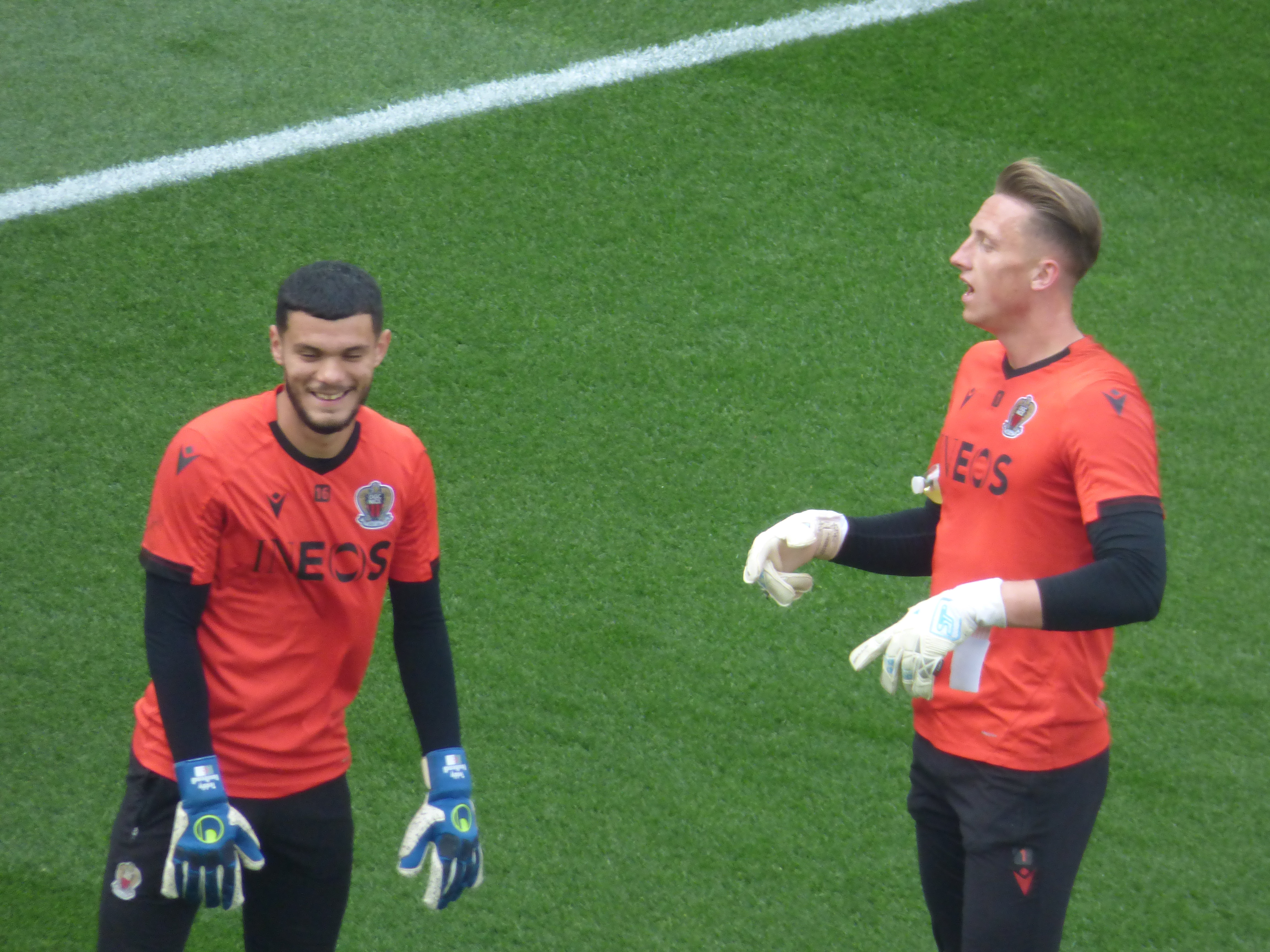
Marcin Bułka (pierwszy z prawej) w barwach OGC Nice przed meczem Ligue 1 z RC Lens (10 kwietnia 2022)

#### Sezon 2020/2021
Bułka w sezonie 2020/2021 zdobył z PSG wicemistrzostwo Francji, grając jednak dla paryskiego klubu tylko do końca września. Polak wystąpił w przegranym 0:1 meczu 2. kolejki Ligue 1 z RC Lens oraz spędził na ławce rezerwowych spotkania pierwszej, trzeciej i czwartej ligowej kolejki. 
Polak 28 września 2020 przedłużył z PSG kontrakt do czerwca 2025.

### Wypożyczenia do Cartageny i Châteauroux

#### Cartagena
Bułka po przedłużenia kontraktu z PSG udał się na wypożyczenie do FC Cartageny - ówczesnego beniaminka drugiej ligi hiszpańskiej. Pobyt w hiszpańskim klubie okazał się dla zawodnika kompletnie nieudany, gdyż przez całą rundę jesienną przegrywał on rywalizację z Markiem Martínezem i zdołał rozegrać zaledwie trzy spotkania w Segunda División oraz jedno w Pucharze Króla.

#### Châteauroux
Pobyt Bułki w Cartagenie został skrócony, a zawodnik przed rundą wiosenną udał się na wypożyczenie do Châteauroux - wówczas ostatniej drużyny Ligue 2. Polak rozegrał w niej 9 spotkań, przez 7 kolejek pauzując z powodu kontuzji kostki. Drużyna Polaka przez całą rundę wiosenną pozostała na ostatnim, 20. miejscu w Ligue 2 i spadła do trzeciej ligi.

### Powrót do Paris Saint-Germain
Przed rozpoczęciem sezonu 2021/2022 Bułka wrócił do Paris Saint-Germain, zastając w nim jednak niezwykle silną konkurencję na swojej pozycji. W kadrze PSG poza Bułką znajdowało się bowiem aż 7 bramkarzy: występujący we wcześniejszym sezonie Keylor Navas, Sergio Rico oraz Alexandre Letellier, sprowadzony z AC Milanu Gianluigi Donnarumma, wracający z wypożyczenia do Fulham Alphonse Areola oraz przesunięci z drużyn młodzieżowych do pierwszego zespołu Garissone Innocent i Denis Franchi. W okresie przygotowawczym Polak nie wystąpił w żadnym z 5 przedsezonowych meczów towarzyskich, ani razu nie znajdując się nawet w kadrze meczowej.

### Nice

#### Sezon 2021/2022 - wypożyczenie
Nie mając perspektyw na wygranie rywalizacji w PSG, Bułka odszedł na roczne wypożyczenie do OGC Nice - 9. drużyny wcześniejszego sezonu Ligue 1. Polak w swoim nowym klubie rywalizował o miejsce w składzie z Walterem Benitezem, który już od czterech sezonów pełnił rolę podstawowego bramkarza francuskiej drużyny.
Bułka przegrał rywalizację z Benitezem, występując (pod jego nieobecność) tylko w 1 ligowym meczu - przegranym 0:1 spotkaniu 23. kolejki Ligue 1 z Clermont Foot 63. Wszystkie pozostałe ligowe spotkania Polak spędził na ławce rezerwowych.
Bułka otrzymał szansę na grę jedynie w Pucharze Francji, rozgrywając w nim 5 spotkań i dochodząc ze swoim zespołem aż do finału tych rozgrywek - przegranego jednak 0:1 z FC Nantes.
Po zakończeniu sezonu OGC Nice zdecydowało się na skorzystanie z klauzuli odstępnego (wynoszącej 2 miliony euro) i wykupienie Bułki z Paris Saint-Germain.

### Inna działalność
W lipcu 2025 roku Marcin Bułka, wychowanek LKS Stegny Wyszogród – klubu z rodzinnego miasta zawodnika – został oficjalnie ogłoszony ambasadorem oraz inwestorem klubu.

## Kariera reprezentacyjna
Bułka po raz pierwszy został powołany do reprezentacji Polski we wrześniu 2023 - na zgrupowanie przed meczami eliminacyjnymi do Euro 2024 z reprezentacjami Wysp Owczych i Albanii. W kadrze zadebiutował 21 listopada 2023 w wygranym meczu towarzyskim z Łotwą (2:0).

## Statystyki kariery

### Klubowe
(aktualne na dzień 9 listopada 2024)
| Klub               | Sezon              | Liga               | Liga  | Liga   | Puchar kraju | Puchar kraju | Europa | Europa | Suma  | Suma   |
| Klub               | Sezon              | Liga               | Mecze | Bramki | Mecze        | Bramki       | Mecze  | Bramki | Mecze | Bramki |
| ------------------ | ------------------ | ------------------ | ----- | ------ | ------------ | ------------ | ------ | ------ | ----- | ------ |
| Chelsea            | 2018/19            | Premier League     | 0     | 0      | —            | —            | —      | —      | 0     | 0      |
| Paris SG           | 2019/20            | Ligue 1            | 1     | 0      | —            | —            | —      | —      | 1     | 0      |
| Paris SG           | 2020/21            | Ligue 1            | 1     | 0      | —            | —            | —      | —      | 1     | 0      |
| Paris SG           | Łącznie            | Łącznie            | 2     | 0      | 0            | 0            | 0      | 0      | 2     | 0      |
| Cartagena          | 2020/21            | Segunda Division   | 3     | 0      | 1            | 0            | —      | —      | 4     | 0      |
| Châteauroux (wyp.) | 2020/21            | Ligue 2            | 9     | 0      | 0            | 0            | —      | —      | 9     | 0      |
| Nice (wyp.)        | 2021/22            | Ligue 1            | 1     | 0      | 5            | 0            | —      | —      | 6     | 0      |
| Nice (wyp.)        | Łącznie            | Łącznie            | 13    | 0      | 6            | 0            | 0      | 0      | 19    | 0      |
| Nice               | 2022/23            | Ligue 1            | 2     | 0      | 0            | 0            | 3      | 0      | 5     | 0      |
| Nice               | 2023/24            | Ligue 1            | 34    | 0      | 4            | 0            | —      | —      | 38    | 0      |
| Nice               | 2024/25            | Ligue 1            | 34    | 0      | 0            | 0            | 4      | 0      | 14    | 0      |
| Nice               | Łącznie            | Łącznie            | 68    | 0      | 4            | 0            | 7      | 0      | 79    | 0      |
| Łącznie w karierze | Łącznie w karierze | Łącznie w karierze | 83    | 0      | 10           | 0            | 7      | 0      | 100   | 0      |

### Reprezentacyjne
(aktualne na dzień 6 czerwaca 2025)
| Reprezentacja | Rok     | Mecze | Bramki |
| ------------- | ------- | ----- | ------ |
| Polska        | 2023    | 1     | 0      |
| Polska        | 2024    | 3     | 0      |
| Polska        | 2025    | 1     | 0      |
| Ogólnie       | Ogólnie | 5     | 0      |

| Mecze i gole w reprezentacji | Mecze i gole w reprezentacji | Mecze i gole w reprezentacji | Mecze i gole w reprezentacji | Mecze i gole w reprezentacji | Mecze i gole w reprezentacji | Mecze i gole w reprezentacji |
| Lp.                          | Data                         | Miasto                       | Przeciwnik                   | Gol                          | Wynik                        | Rozgrywki                    |
| ---------------------------- | ---------------------------- | ---------------------------- | ---------------------------- | ---------------------------- | ---------------------------- | ---------------------------- |
| 1.                           | 21.11.2023                   | Warszawa                     | Łotwa                        |                              | 2:0                          | towarzyski                   |
| 2.                           | 05.09.2024                   | Glasgow                      | Szkocja                      |                              | 3:2                          | LN 2024/2025                 |
| 3.                           | 15.10.2024                   | Warszawa                     | Chorwacja                    |                              | 3:3                          | LN 2024/2025                 |
| 4.                           | 15.11.2024                   | Porto                        | Portugalia                   |                              | 1:5                          | LN 2024/2025                 |
| 5.                           | 06.06.2025                   | Chorzów                      | Mołdawia                     |                              | 2:0                          | towarzyski                   |